# Kupferstichkabinett Dresden
Kupferstichkabinett Dresden é um museu de arte de desenho e fotografia situado em Dresden, Saxônia na Alemanha.